# Tomasz Łuczak
Tomasz Łuczak  (* 13. März 1963 in Posen)  ist ein polnischer Mathematiker.
Łuczak studierte an der Adam-Mickiewicz-Universität Posen, wo er 1987 promoviert wurde und in den 1990er-Jahren Professor wurde. Er ist außerdem Professor an der Emory University.
Łuczak untersuchte zufällige diskrete Strukturen wie Zufallsgraphen und ihre Färbezahlen und mit diesen Strukturen verbundene Phasenübergänge. Er befasste sich auch mit Anwendungen der Graphentheorie in der Ökologie.
1991 erhielt er den Kuratowski-Preis. 1992 erhielt er den EMS-Preis. 2004 war er Gastredner auf dem 4. Europäischen Mathematikerkongress (Phase Transition Phenomena in Random Discrete Structures). 2012 hielt er einen Plenarvortrag auf dem Europäischen Mathematikerkongress in Krakau (Treshold behaviour of random discrete structures). Für 2014 wurde ihm die Stefan-Banach-Medaille zugesprochen.

## Schriften
- Mit Svante Janson, Andrzej Rucinski: Random Graphs. Wiley 2000, ISBN 0-471-17541-2.